# Valkeakoski
Valkeakoski (v překladu Bílá peřej) je zhruba dvacetitisícové město ve Finsku v provincii Pirkanmaa. Nachází se 35 km jižně od Tampere a 150 km severně od Helsinek. Je známo především jako centrum papírenského průmyslu a fotbalové město.
Město leží na místě dotyku jezer Mallasvesi a Vanajavesi. Díky snadné dostupnosti vodní energie zde mohla být roku 1872 založena papírna Tervasaari, která dnes zaměstnává okolo 800 lidí. Továrna patří skupině UPM-Kymmene.
Roku 1973 město pohltilo sousední a starší obec Sääksmäki.
Město je domovem úspěšného fotbalového klubu FC Haka.

## Známí obyvatelé Valkeakoski
- Pehr Evind Svinhufvud, třetí prezident Finska
- Veikko Hakulinen, trojnásobný olympijský vítěz a mistr světa v běhu na lyžích
- Mika Kallio, motocyklový závodník